# Pałac Czapskich w Warszawie

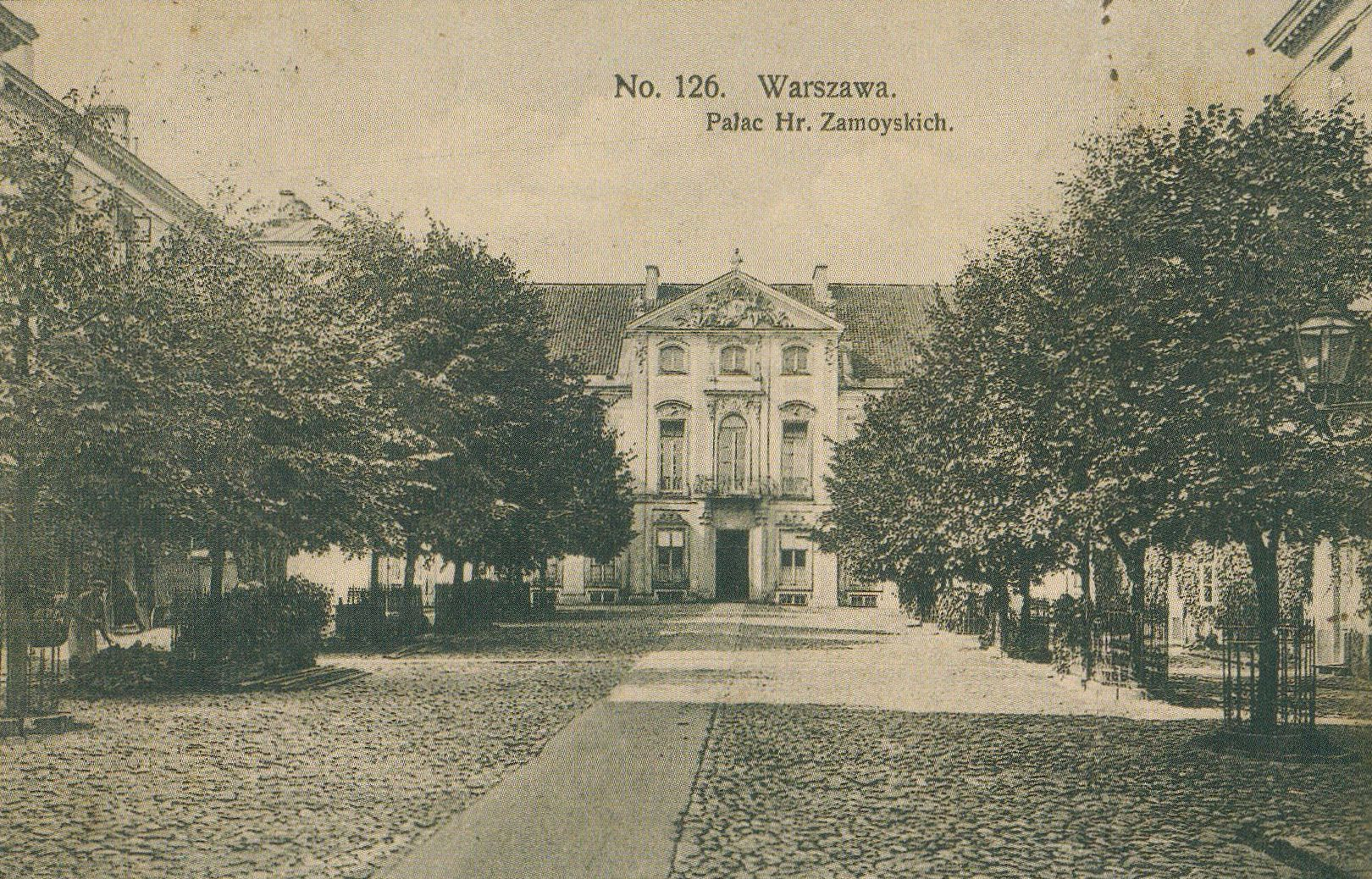
Pałac Czapskich ok. 1908

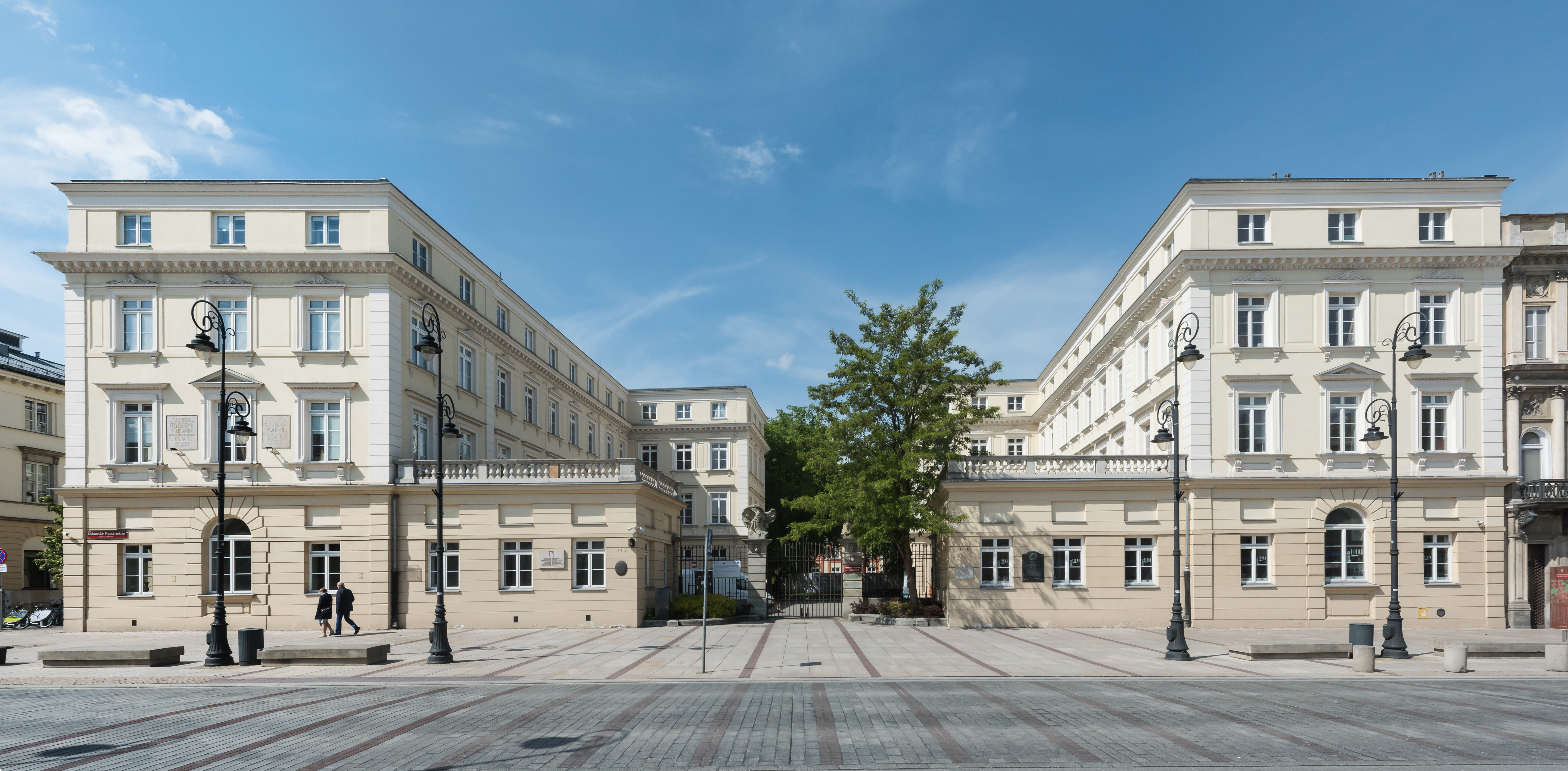
Zespół pałacowy widziany z Krakowskiego Przedmieścia

Pałac Czapskich, także pałac Krasińskich lub pałac Raczyńskich – pałac znajdujący się przy ul. Krakowskie Przedmieście 5 w Warszawie. Siedziba stołecznej Akademii Sztuk Pięknych.

## Historia
W XVII wieku na miejscu obecnego pałacu znajdował się drewniany dwór Radziwiłłów. W latach ok. 1680–1705 dla prymasa Michała Radziejowskiego wzniesiono murowany pałac, najprawdopodobniej według projektu Tylmana z Gameren. W 1712 teren został własnością hetmana wielkiego koronnego Adama Sieniawskiego. Zajął się on przebudową pałacu i oficyn (nastąpiła w latach 1713–1721). Stworzył oficyny frontowe, dziedziniec gospodarczy i reprezentacyjny, założył ogród. Po jego śmierci w 1726, posiadłość odziedziczyła jego córka Zofia (będąca żoną Augusta Czartoryskiego). W 1732 małżeństwo Czartoryskich sprzedało pałac bankierowi Piotrowi Riaucour. 
W 1733 budynek kupiła rodzina Czapskich. Rozpoczęli kolejną przebudowę wnętrza pałacu jak i jego otoczenia. W latach 1752–1756 nadano mu późnobarokowy wystrój. Bramę główną udekorowano kamiennymi orłami. Tomasz Czapski zmarł w 1784. Budynek odziedziczyła jego córka Konstancja, żona marszałka Sejmu Stanisława Małachowskiego. Od tego czasu w pałacu odbywały się narady, projekty Konstytucji i ustaw, wystawne obiady. W 1790 architekt Jan Chrystian Kamsetzer wybudował dwie oficyny w stylu klasycystycznym; przebudował także bramę.
Od 1809, po śmierci Stanisława Małachowskiego, pałac stał się własnością rodziny Krasińskich. Stał się jednym z ośrodków życia kulturalnego Warszawy. Odbywały się w nim spotkania literackie pisarzy i poetów organizowane przez Wincentego Krasińskiego, ojca Zygmunta Krasińskiego (salon literacki Wincentego Krasińskiego stał się pierwowzorem Salonu Warszawskiego z III części Dziadów Adama Mickiewicza). Rodzina ta zgromadziła w pałacu zbiory biblioteczne – Bibliotekę Ordynacji Krasińskich. Na przełomie lat 1820/1821 w pałacu mieszkali dwaj początkujący poeci romantyczni, Seweryn Goszczyński i Józef Bohdan Zaleski. Tutaj też zmarli rodzice Zygmunta Krasińskiego − matka Maria (1822) i ojciec Wincenty (1858). 
W latach 1909–1945 właścicielem pałacu był hrabia Edward Bernard Raczyński. W okresie 1905 i 1910–1911 w pałacu mieścił się m.in. konsulat Stanów Zjednoczonych, po I wojnie światowej Francuska Misja Wojskowa (1924).
Korpus główny pałacu został spalony podczas obrony Warszawy we wrześniu 1939. Całkowitemu zniszczeniu uległy wtedy wnętrza pałacowe. Budynki od ulicy zostały wypalone w 1944. Po wojnie zniszczenia budynku oszacowano na ok. 70%.
Pałac odbudowano w latach 1948–1959 według projektu Stanisława Brukalskiego. Starano się przywrócić wygląd, jaki miał w XVIII w. 
Pałac i sąsiadujące budynki zajęła stołeczna Akademia Sztuk Pięknych (ASP). W 1962 Ministerstwo Gospodarki Komunalnej odebrało Raczyńskiemu prawo własności i zezwoliło na użytkowanie pałacu przez ASP. Mieszczą się tam m.in. rektorat, biblioteka, Wydział Malarstwa i Wydział Grafiki. 
W 1950 w rogu pałacowego dziedzińca, od strony ul. Traugutta, ustawiono pomnik Bartolomeo Colleoniego, będący kopią monumentu w Wenecji.
Na drugim piętrze lewej oficyny pałacu w latach 1960–2014 mieścił się Salonik Chopinów, oddział Muzeum Fryderyka Chopina. Był to odtworzony fragment mieszkania, do którego w czerwcu 1827 wprowadziła się rodzina Chopinów. Fryderyk Chopin mieszkał tutaj do 2 listopada 1830, co upamiętnia odsłonięta 100 lat później tablica na fasadzie. Obok znajduje się wmurowana w 1989 roku tablica upamiętniająca Cypriana Kamila Norwida, który uczył się tam malarstwa w szkole Aleksandra Kokulara, a ścianie od strony ul. Traugutta − tablica upamiętniająca Zygmunta Krasińskiego.
W 1965 pałac wraz z oficynami wpisano do rejestru zabytków.
W procesie reprywatyzacji w 2018 miasto odmówiło zwrotu nieruchomości, gdyż była ona wykorzystywana na cele publiczne.

## Galeria

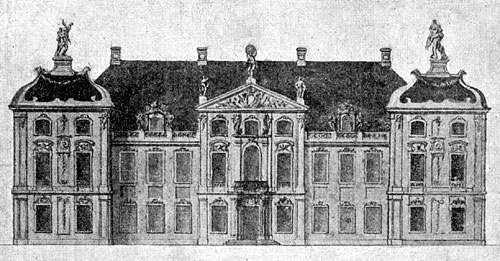
Pałac w 1750 roku
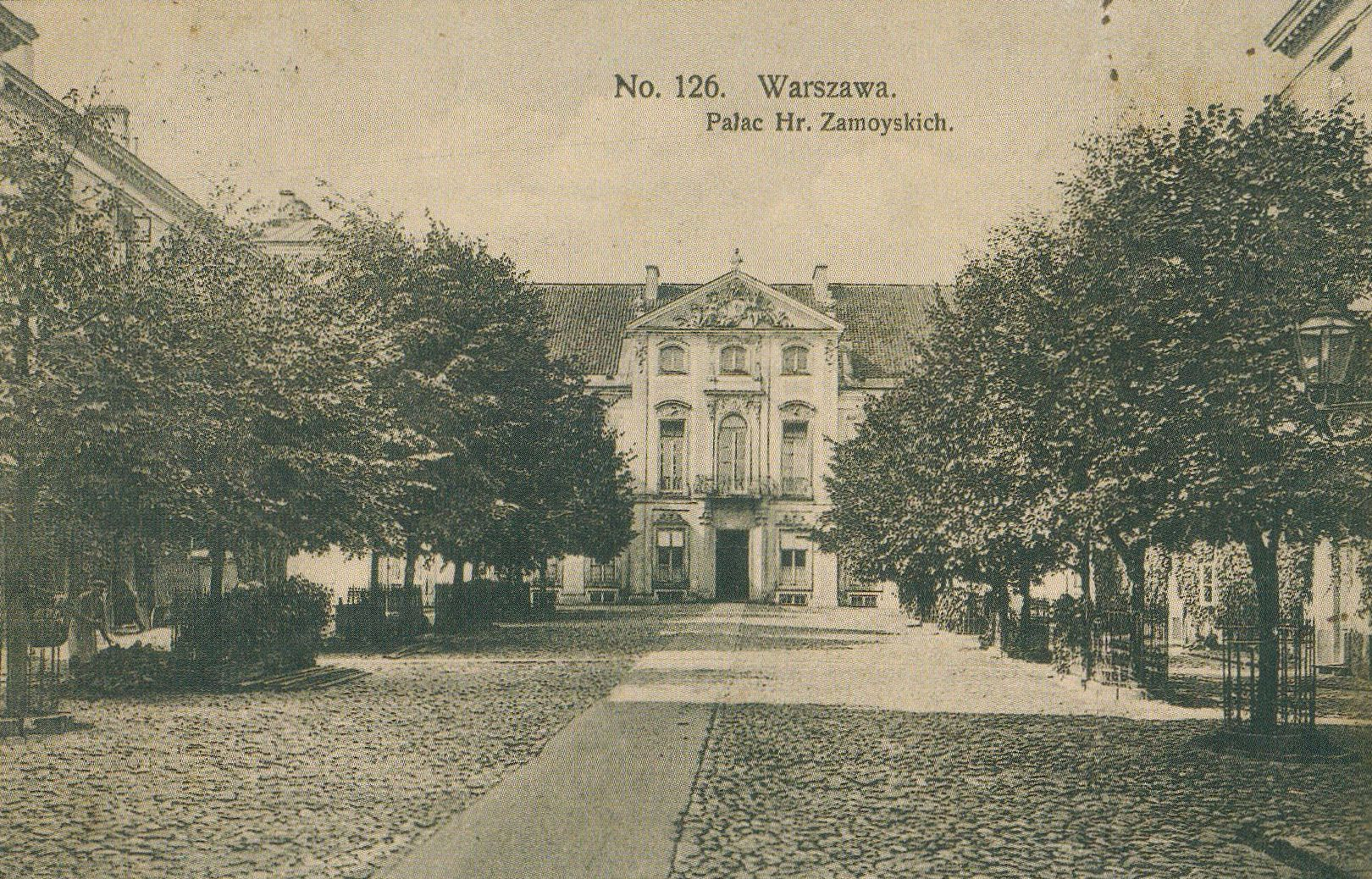
Pałac w 1908 roku
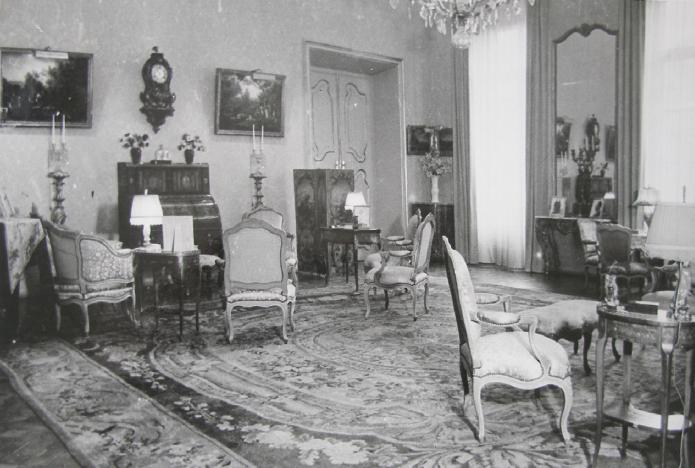
Salon przed 1939 rokiem
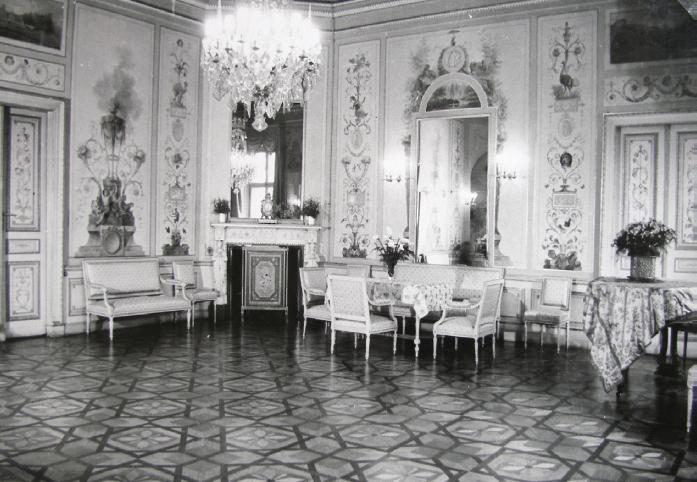
Sala Balowa przed 1939 rokiem
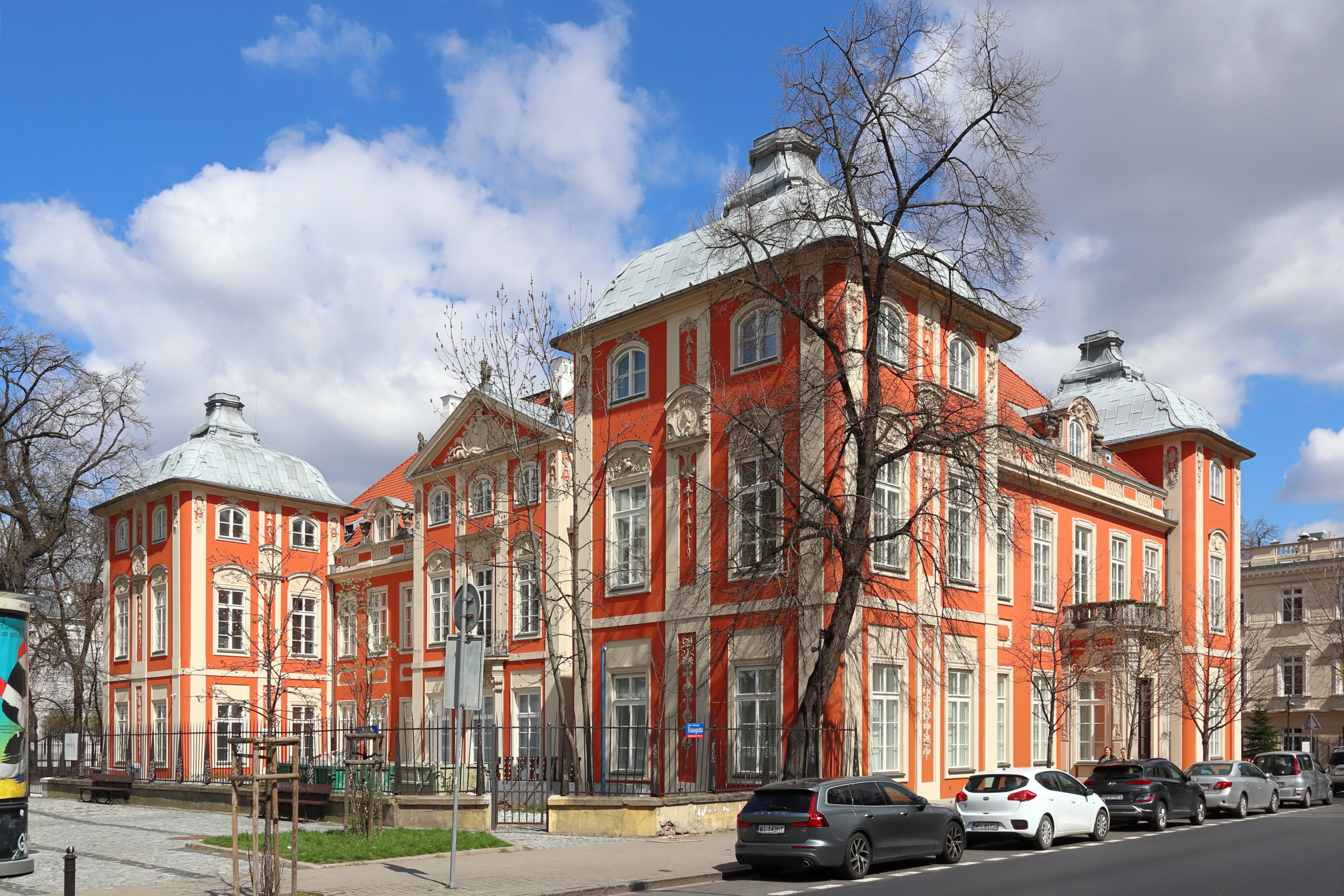
Fasada zachodnia
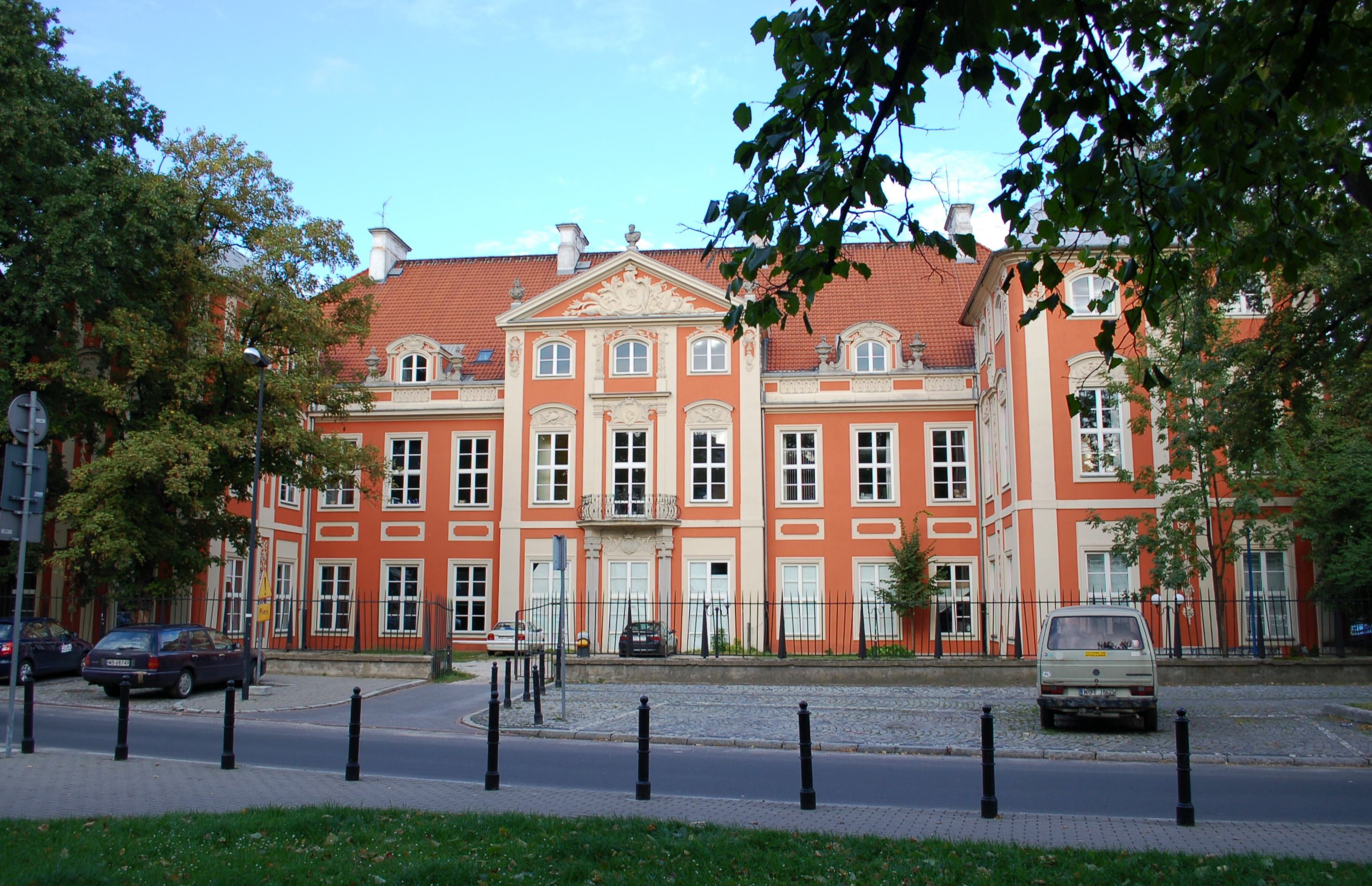
Fasada ogrodowa
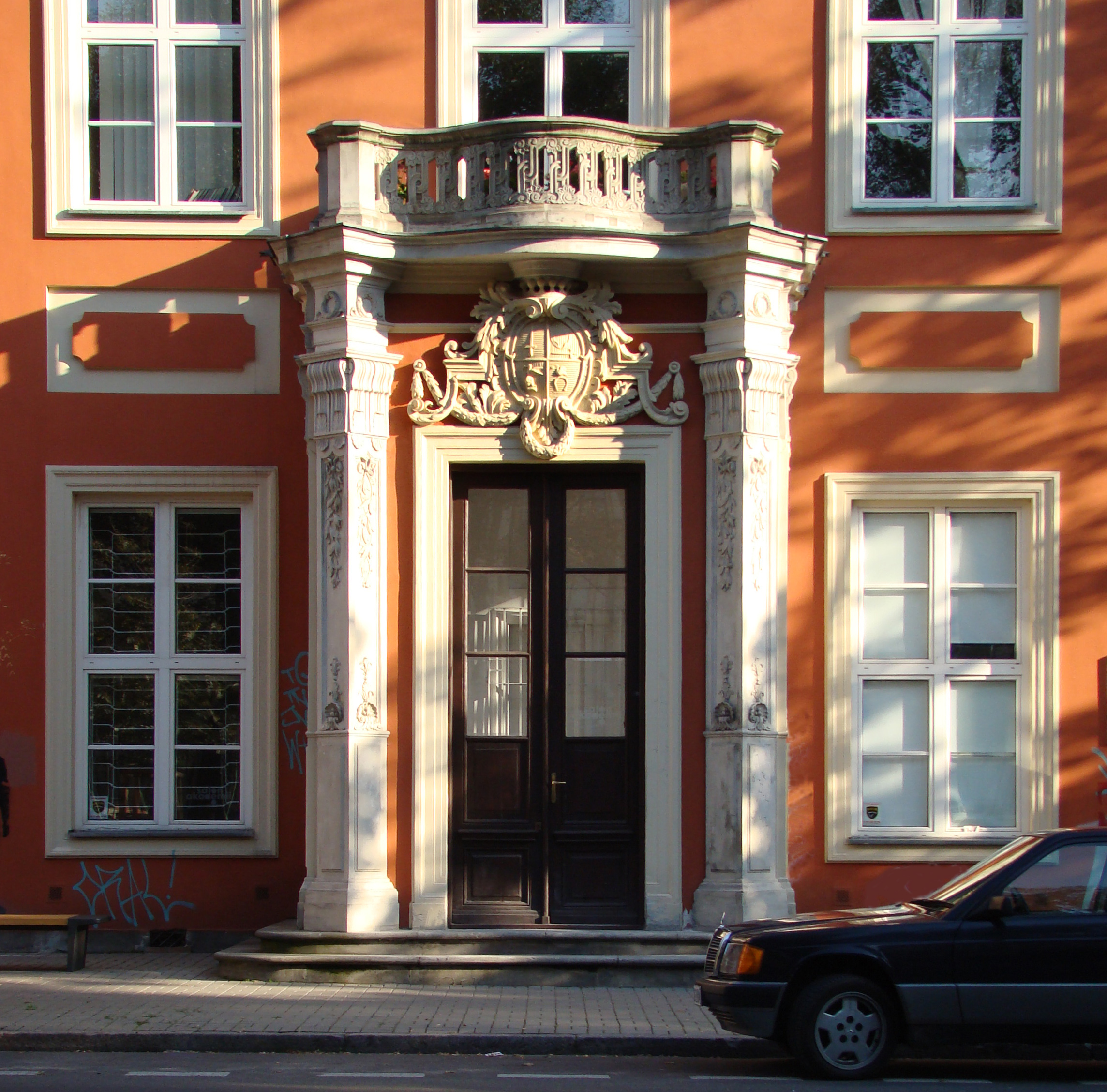
Portal boczny
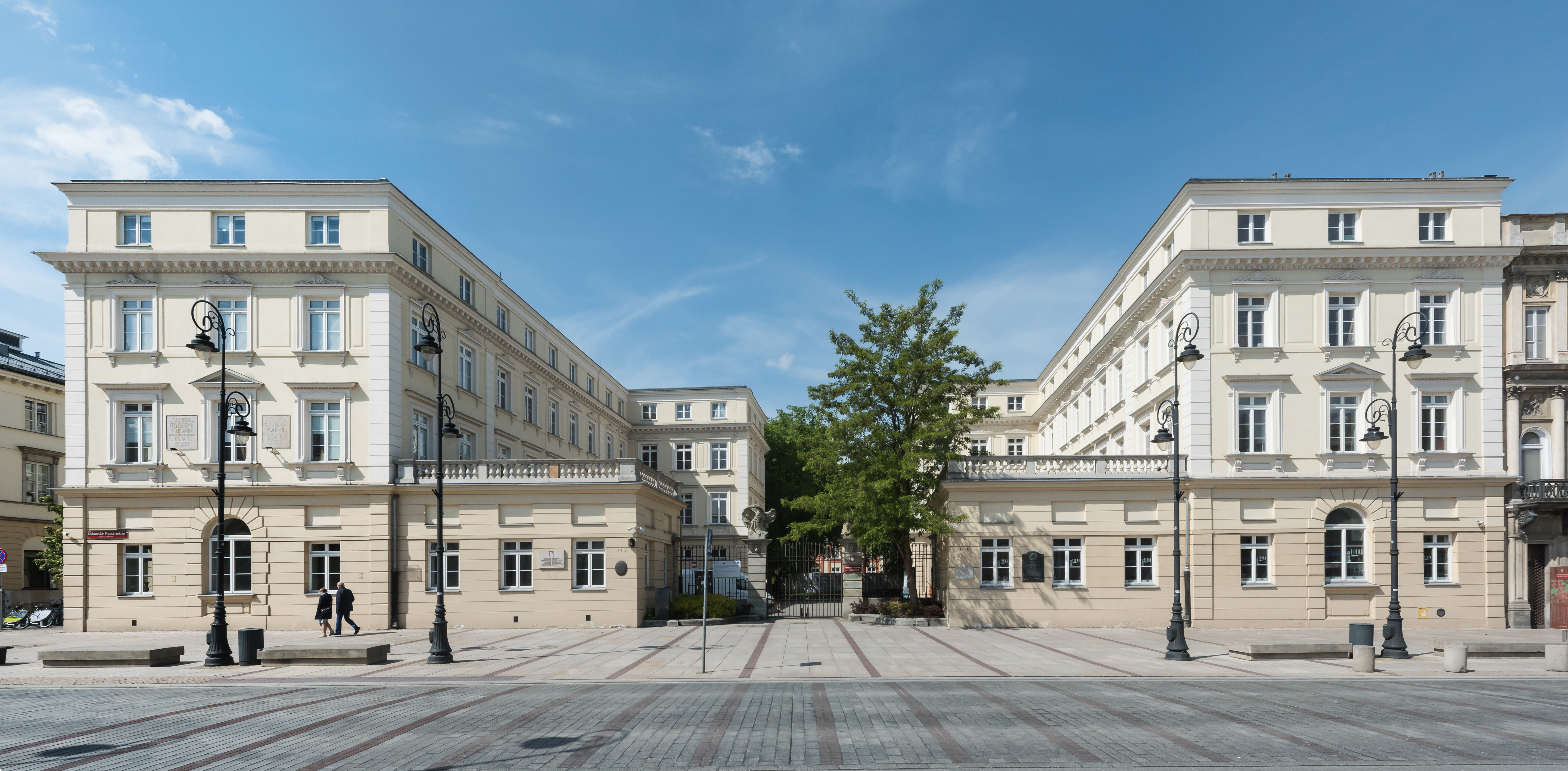
Wejście na dziedziniec od strony Krakowskiego Przedmieścia